# Catallagia neweyi
Catallagia neweyi är en loppart som beskrevs av Holland et Loshbaugh 1958. Catallagia neweyi ingår i släktet Catallagia och familjen mullvadsloppor. Inga underarter finns listade i Catalogue of Life.